# Гвелфи и гибелини
Гвелфи и гибелини су супарничке фракције које су подржавале папу, односно Свето римско царство у северној и централној Италији и немачкој у средњем веку. У сукобима током 12. и 13. века дошло је до поделе између ове две фракције и та подела је имала велики утицај на политику Италијанских градова-држава. Борба за моћ између Папства и Светог римског царства започела је борбом за инвеституру, која је почела 1075. године и завршио се Вормским конкордатом 1122. године. Подела између Гверфа и Гибелинија у Италији је траја све до 15. века.

## Историја

### Порекло
Гвелфи је италијански изговор за великашку породицу баварских кнежева - Welfa. Велфи имају породичну сагу о подреклу тог имена, које је наводно настало као борбени поклич за време битке код Вајнсберга 1140. године, са својим великим ривалима великашком швапском породицом Хоенштауфен (којима је на челу био Конрад ) који су пак се служили именом дворца Вајблингенa, као свој борбени поклич. Вајблинген се онда звао и изговарао Wibellingen, што је касније постало у италијанском језику гибелино. Ова имена су се најверојатније почела употребљавати у Италији за време владавине Фридриха I Барбаросе. Тада је Фридрих I организовао поход на Италију, настојећи да прошири своју царску власт и тамо, његове присташе временом су постале познате као гибелини.
Ломбардски савез и његови савезници, устали су у обрани слободе градова комуна против царског присезања, они су касније постали познати као гвелфи. Ломбардски савез победио је Фридриха  у бици код Легнана 1176. године. Након тог пораза Фридрих I признао је пуну аутономију градова Ломбардског савеза, али под његовом номиналном влашћу.
Подела између два супростављена табора - гвелфа и гибелина постала је потпуно дефинисана током владавине Фридриха I (12. век). Гибелини су били царска странка, док су гвелфи подупирали папе. Генерално говорећи, гвелфи су своје присталице обично проналази из богатих трговачких породица, док су гибелини били углавном припадници феудалних породица чије се богатство темељило на власништву над пољопривредним газдинствима. Градови под утицајем гвелфа, били су у оним подручјима где је цар био већа претња локалним интересима од папе. Гибелински градови обично су били у подручјима где је проширење Папинске државе било више него непосредна опасност. Мањи градови обично би били гибелински уколико би већи град у непосредној близини био гвелфски, рецимо попут примера Фиренце (која је била под влашћу Гвелфа) и Сиене (која је била гибелинска), они су се и борили у бици код Монтапертија, 1260. Пиза је била чврсто гибелинско упориште, као опрека својим жестоким такмацима, гвелфским градовима: Ђенови и Фиренци. Склоност једној или другој странци, често је била мотивисана локалним или регионалним политичким разлозима. Унутар градова фракцијска борба водила се од цеха до цеха, тако да су градови лако мењали стране након унутрашњих преврата. Штавише, понекад су традиционални гибелински градови постали савезници папа, док су гвелфски градови били кажњавани папинским забранама.
Треба нагласити да савременици нису користили имена гвелфа и гибелина у великој мери све до око 1250. године, а и онда се то односило највише на Тоскану (где су ти називи настали), у другим деловима били су у оптицају имена попут - црквена странка и царска странка.

### 13. век-14. век
На почетку 13. века, Филип Швапски - Хоенштауфен и Отон IV од Брансвика - Велф били су супарници за царско престоље. Филипа су подупирали гибелини јер је био рођак Фридриха , док су Отона IV подупирали гвелфи. Филипов наследник - Фридрих  је био непријатељем како Otona IV тако и папинства, а за време владавине Фридриха II гвелфи су постали још више везани уз папинство док су гибелини постали присталицама царства, а Фридриха II posebno. Фридрих II је такође био иницијатор поделе крсташких држава у Сирији током Шестог крсташког рата.
Након смрти Фридриха II 1250. гибелини су подупирали Конрада IV, а после Манфреда Сицилијанског, док су гвелфи подупирали Карла I Анжувинског (Карло I Напуљски). Сиенски гибелини нанели су озбиљан пораз фирентинским гвелфима у бици код Монтапертија (1260). Након што је породица Хоенштауфена изгубила царски трон када је Карло I Анжувински погубио Конрадина (Конрад V) 1268, име гвелф и гибелин почело се више везивати с појединим породицама и градовима, него с борбама између царства и папинства. У том раздобљу упориште италијанских гибелина је град Форлì, у покрајини Ромања. Тај град је остао упориште гибелина, највише стога јер је на тај начин чувао своју независност, иако је номинално Форлì био део Папинске Државе. Током века, бројне папе су много пута покушавале да ставе под своју контролу град Форлì, понекад насилно понекад ласкањем и умиљавањем.
Подела између гвелфа и гибелина била је посебно важна у Фиренци, ту су обе стране често насртале једна против друге и отимале власт. У основи две стране сада су се бориле, против немачких утицаја (гвелфи), или против тренутне моћи папе (гибелини).
У Фиренци, а и другде међу гвелфима су обично били трговци и грађанство, док су гибелинима били склони племићи. Страначка припадност развила је и необичне обичаје, попут ношења украсног пера на одређеној страни свог шешира, или резања воћа на посебан начин, према станачкој припадности (то је Џонатан Свифт персифлирао у својој новели о Лилипуту, тврдећи да се тамо странке разликују по томе с којег краја отварају меко кухано јаје, а циљајући на енглеске торијевце и виговце).
Након што су гвелфи коначно поразили гибелине 1289. код Кампалдина и Капрона, избиле су борбе међу самим гвелфима. До 1300. године Фиренца је била подељена на црне гвелфе и беле гвелфе. Црни су и надаље подупирали папе, а бели су били против папинског утицаја, посебно против папе Бонифација VIII Данте је био присталица белих гвелфа, тако да је 1302. године био прогнан кад су црни гвелфи преузели власт у Фиренци. Чак и они који нису били повезани ни с једном страном, ни с гвелфима ни с гибелинима, ипак су били погођени променом власти у својим градовима. Цару Хајнриху VII угадили су се припадници обе странке, за време његове посете Италији 1310. Године 1334, папа Бенедикт XII запретио је екскомуникацијом сваком ономе ко би се користио називима бели - црни.

### Каснија историја
У Милану, гвелфи и гибелини сарађивали су у стварању Амброзијанске Републике 1447. године, али убрзо након тога су увелико били у спору. Након почетне власти гибелина, гвелфи су преузели власт на изборима за Капетана и Бранитеље слободе у Милану.
Гвелфска влада постала је изразито аутократска, што је довело до гибелинске побуне на челу с Ђиорђиом Лампугнином и Теодором Босијем. Побуна није успела, а многи гибелини су након тога масакрирани, а остали су морали да побегну, укључујући и угледног гибелина Боромеа  Виталијана, који је нашао сигурно склониште у својем родном крају Арони. Након тога јавно мњење се окренуло против гвелфа, тако да су већ на следећим изборима гибелини накратко победили, али су убрзо збачени након што су затворили гвелфске челнике Ђиованија Апијанија и Ђиованија Осона. Након што је је Франческо Сфорза освојио Милано 1450. године, многи гибелини који су били побегли из града, попут Филипа Боромејског и Луисина Босија, враћени су на своје положаје у Милану.
У 15. веку гвелфи подупиру Шарла VIII, краља Француске за време његове инвазије Италије на почетку италијанских ратова, док су гибелини били присташе цара Максимилијана I. Градови и породице су користили су имена гвелфи и гибелини све док цар Карло  није успоставио чврсту царску власт у Италији 1529. године.